# Frontera entre Bulgaria y Rumania
La frontera entre Rumania y Bulgaria es la frontera internacional entre Rumania y Bulgaria, ambos Estados miembros de la Unión Europea. Tiene una longitud total de 631,3 kilómetros, de los cuales 470 kilómetros corresponden a la vaguada del Danubio, 139,1 kilómetros forman una frontera terrestre entre el Danubio (salida al este de la villa de Silistra) y el mar Negro (entre la villa búlgara de Durankulak y la villa rumana de Vama Veche) y 22,2 kilómetros de frontera marítima (aguas  territoriales).
Comienza en el trifinio entre Rumania, Bulgaria y Serbia. Durante la mayor parte de su longitud, la frontera sigue el curso del río Danubio inferior hasta la ciudad de Silistra, donde el río continúa hacia el norte hacia el territorio rumano. Al este de este punto, la frontera terrestre pasa por la región histórica de Dobruja, dividiéndola en Dobruja Septentrional en Rumanía y Dobruja Meridional en Bulgaria. Termina en el trifinio entre Bulgaria, Rumanía y el Mar Negro. El trazado oriental final de la frontera, un 25% del total, acaba al litoral del mar Negro casi a la altura del paralelo 45° norte.

## Historia
El trazado actual fue establecido por una comisión internacional en 1878 a raíz de la independencia de los reinos de Bulgaria y de Rumanía. La parte terrestre atraviesa una zona que entonces todavía era poblada mayoritariamente por turcos y tártaros musulmanes, y va formando bordes en función de las bolsas lingüísticas de las minorías cristianas búlgara al sur y rumana al norte.  

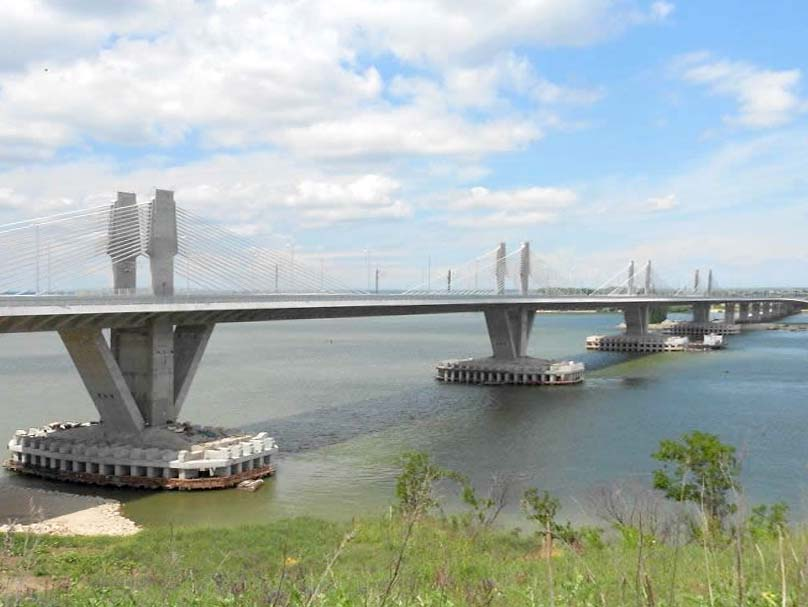
Pont Nueva Europa entre Vidin y Calafat.

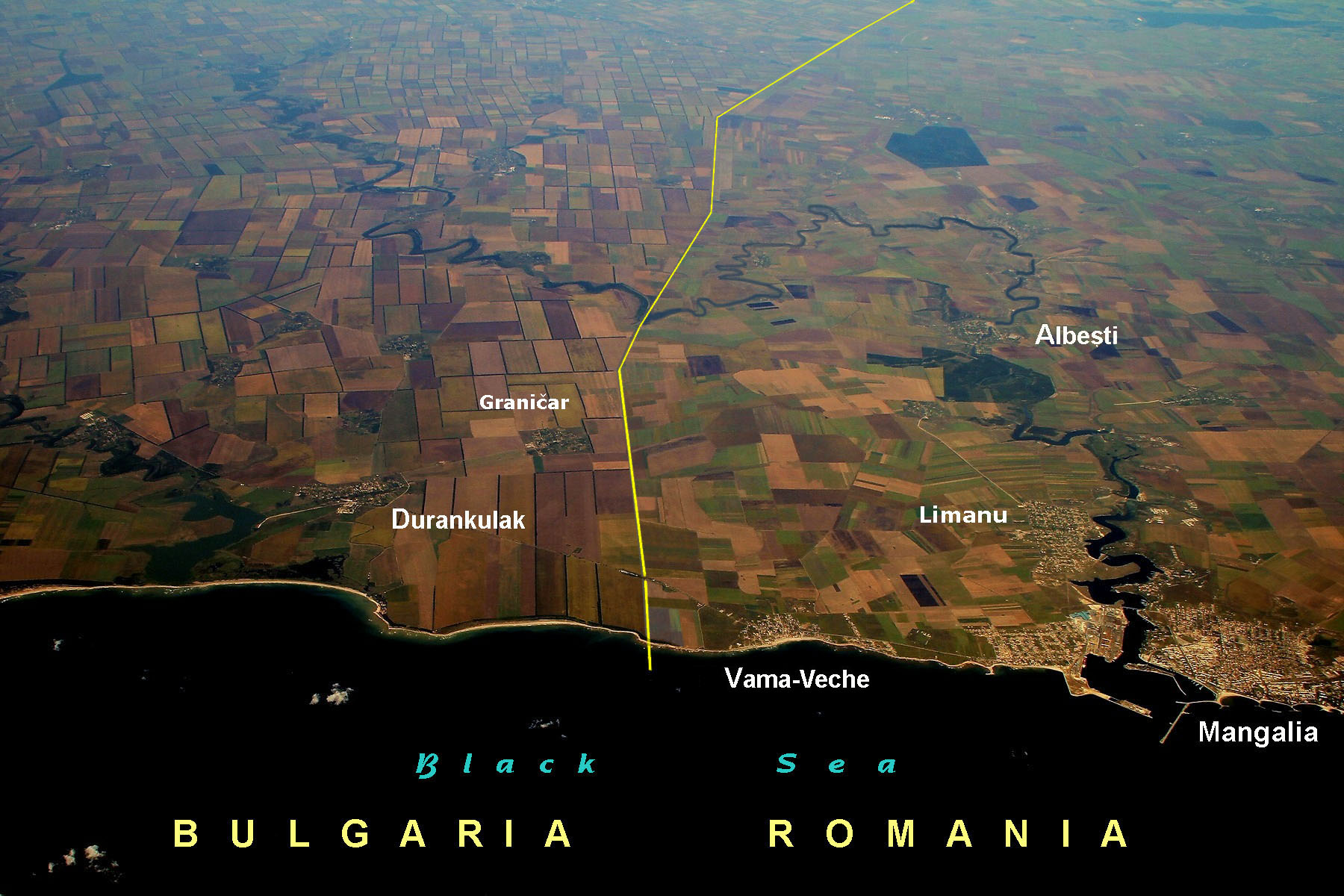
La frontera búlgaro-rumana vista desde el aire.

El trazado terrestre fue modificado cuatro veces, en 1913 (anexión por Rumanía de la Dobruja Meridional), en 1918 (primera restitución, y anexión búlgara de una parte de la Dobruja rumana), en 1919 (regreso al trazado de 1913) y en 1940 (segunda restitución definitiva de la Dobruja Meridional a Bulgaria).

## Pasos fronterizos
- Vidin–Calafat (Pont Nueva Europa): carretera, ferrocarril
- Oriàhovo-Bechet: ferry
- Nikòpol-Turnu Măgurele: ferry
- Svixtov-Zimnicea: ferry
- Russe–Giurgiu (Pont del Danubi): carretera, ferrocarril
- Silistra–Ostrov: carretera
- Kainardja–Lipnița: carretera[4]
- Kardam–Negru Vodă: carretera, ferrocarril
- Durankulak–Vama Veche: carretera

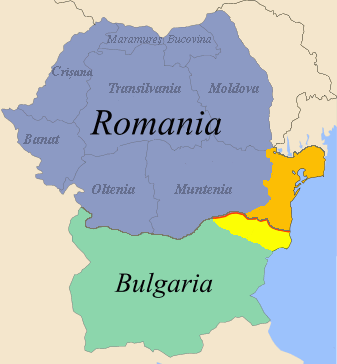
Frontera búlgaro-rumana en Dobruja (rojo).
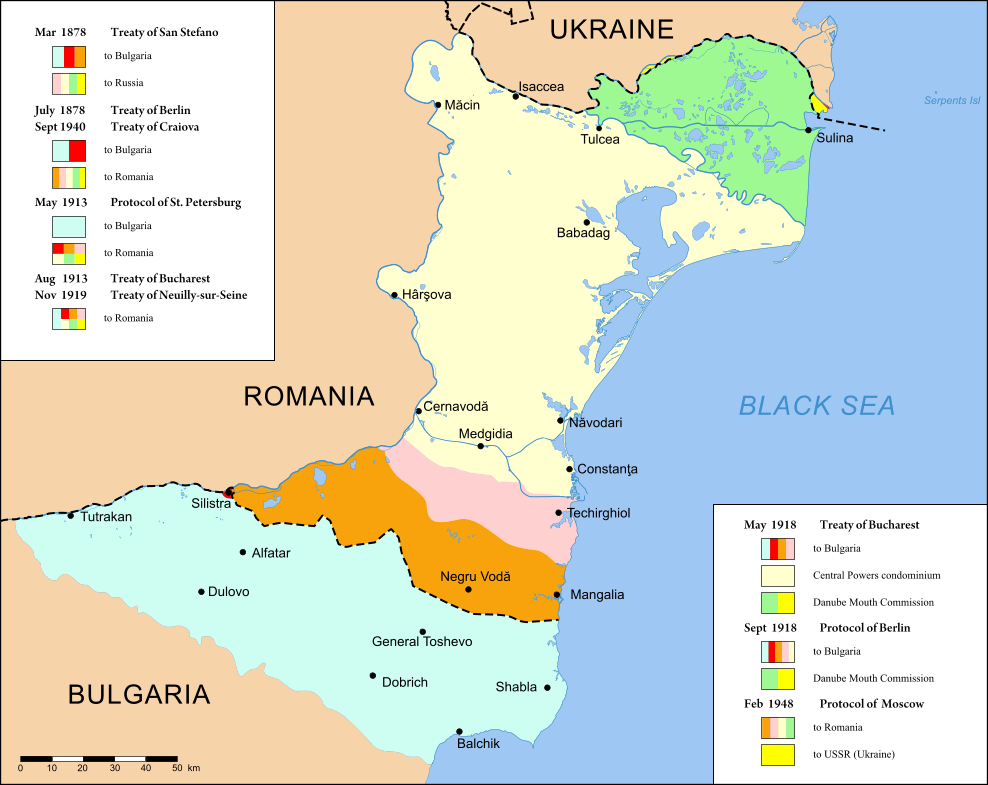
Cambios fronterizos en la Dobruja desde 1878.